# 1H-Azepin
Azepin ist eine ungesättigte heterocyclische chemische Verbindung. Es ist der einfachste siebengliedrige ungesättigte stickstoffhaltige Heterocyclus.

## Herstellung
Die Synthese von 1H-Azepin kann durch Zersetzung der Azepin-1-carbonsäure erfolgen. Diese ist aus einer der Buchner-Reaktion analogen Ringerweiterung aus Benzol und einem Azidoameisensäureester zugänglich.

## Eigenschaften
1H-Azepin liegt im Gleichgewicht mit dem isomeren Aziridin-Derivats des Benzols.
Das Kation des Azepins ist aromatisch, da es ein durchkonjugiertes System aus sechs π-Elektronen besitzt.
1H-Azepin ist bei Raumtemperatur instabil und lagert sich in das stabilere 3H-Azepin um.

## Reaktionen
Basen katalysieren die Tautomerisierung von 1H-Azepin zu 3H-Azepin.